# 巴莫拉
巴莫拉（Bamora），是印度中央邦薩格爾縣的一个城镇。总人口7416（2001年）。

## 人口
该地2001年总人口7416人，其中男性3870人，女性3546人；0—6岁人口1072人，其中男536人，女536人；识字率68.72%，其中男性为76.98%，女性为59.70%。